# 川口雄介
川口 雄介（かわぐち ゆうすけ、1980年8月14日 - ）は、日本の男性総合格闘家。秋田県秋田市出身。BLUE DOG GYM所属。元DEEPメガトン級王者。

## 来歴
秋田経済法科大学附属高校では柔道でインターハイ・国体に出場し、国体では5位入賞となった。順天堂大学では1999年の全日本ジュニア柔道体重別選手権大会・男子100kg級3位となった。横田一則は順天堂大学柔道部の2年先輩にあたる。
テレビ朝日のバラエティ番組「銭形金太郎」に極貧格闘家として出演し、貧乏自慢で優勝した。
2007年4月、DEEP 29 IMPACTでプロ総合格闘技デビュー。
2008年に行われたDEEPメガトンGPに出場。トーナメントを勝ち上がり初代メガトン級王座を獲得した。
2009年4月29日、DEEP M-1 CHALLENGE 3rd EDITION in JAPANのロブ・ブロートン戦でプロ初の敗北。
2009年10月10日、DEEPメガトン級タイトルマッチで誠吾と対戦し、タオル投入によるTKO勝ちを収め初防衛に成功した。
2009年12月19日、DEEP初のケージ大会となったDEEP CAGE IMPACT 2009でロキュー・マルチネスと対戦し、3-0の判定勝ちを収めた。
2010年5月7日、KSW 13でマリウス・プジアノフスキと対戦し、0-3の判定負けを喫した。
2010年8月1日、Club DEEP 八王子 IIで竹村光一と初挑戦となったキックボクシングルールで対戦し、TKO勝ちを収めた。
2010年9月11日、新日本キックボクシング協会「TITANS NEOS VIII」でオスダミロフ・ティムールと対戦し、0-3の判定負けを喫した。
2010年9月25日、DREAM初参戦となったDREAM.16でジェームス・トンプソンと対戦し、マウントパンチでKO寸前に追い込まれたにもかかわらず2-1の判定勝ちを収めた。開催前日に参戦が発表されるほどの緊急参戦となった。
2011年1月8日、DEEPマカオ大会「DEEP MEYHEM IN MACAO」のDEEPメガトン級タイトルマッチで田澤和久と対戦予定であったが、ケガにより王座を返上した。
2012年5月26日、イノキ・ゲノム・フェデレーションに初参戦。

## 戦績

### 総合格闘技
| 総合格闘技 戦績 | 総合格闘技 戦績 | 総合格闘技 戦績 | 総合格闘技 戦績 | 総合格闘技 戦績 | 総合格闘技 戦績 | 総合格闘技 戦績 |
| --------------- | --------------- | --------------- | --------------- | --------------- | --------------- | --------------- |
| 17 試合         | (T)KO           | 一本            | 判定            | その他          | 引き分け        | 無効試合        |
| 12 勝           | 6               | 0               | 6               | 0               | 0               | 0               |
| 5 敗            | 2               | 1               | 2               | 0               | 0               | 0               |

| 勝敗 | 対戦相手                 | 試合結果                                | 大会名                                                                | 開催年月日     |
| ×    | ホーレス・グレイシー     | 1R 2:00 肩固め                          | INOKI BOM-BA-YE 2012                                                  | 2012年12月31日 |
| ×    | ソア・パラレイ           | 1R TKO（パンチ連打）                    | Australian FC: Fight Night                                            | 2011年6月25日  |
| ×    | ピーター・グラハム       | 1R TKO（肘打ち）                        | Xtreme MMA 3                                                          | 2010年11月5日  |
| ○    | ジェームス・トンプソン   | 2R（10分/5分）終了 判定2-1              | DREAM.16                                                              | 2010年9月25日  |
| ×    | マリウス・プジアノフスキ | 5分2R終了 判定0-3                       | KSW 13: Kumite                                                        | 2010年5月7日   |
| ○    | ロッキー・マルティネス   | 5分3R終了 判定3-0                       | DEEP CAGE IMPACT 2009 第1部                                           | 2009年12月19日 |
| ○    | 誠悟                     | 3R 1:27 TKO（タオル投入：右ローキック） | DEEP 44 IMPACT 【DEEPメガトン級タイトルマッチ】                       | 2009年10月10日 |
| ○    | シリオ・ティエラ         | 5分2R終了 判定3-0                       | M-1 Challenge 18: Netherlands Day Two                                 | 2009年8月16日  |
| ×    | ロブ・ブロートン         | 5分2R終了 判定0-3                       | DEEP M-1 CHALLENGE 3rd EDITION in JAPAN                               | 2009年4月29日  |
| ○    | 星龍                     | 5分2R終了 判定2-0                       | DEEP 38 IMPACT                                                        | 2008年8月2日   |
| ○    | 井上俊介                 | 5分3R終了 判定2-1                       | club DEEP TOKYO 〜メガトンGP2008 FINAL〜 【メガトンGP 決勝】          | 2008年8月2日   |
| ○    | 小阪俊二                 | 1R 0:45 TKO（タオル投入）               | club DEEP TOKYO 〜メガトンGP2008 FINAL〜 【メガトンGP 準決勝】        | 2008年8月2日   |
| ○    | 馬場口洋一               | 1R 0:16 TKO（パウンド）                 | club DEEP TOKYO 〜メガトンGP2008 SEMIFINAL〜 【メガトンGP 2回戦】     | 2008年5月24日  |
| ○    | 高原信好                 | 1R 0:40 TKO（パウンド）                 | club DEEP TOKYO 〜メガトンGP2008 OPENING ROUND〜 【メガトンGP 1回戦】 | 2008年3月29日  |
| ○    | 水口清吾                 | 1R 2:07 TKO（スタンドパンチ連打）       | DEEP 32 IMPACT                                                        | 2007年10月9日  |
| ○    | IRO関                    | 1R 1:06 TKO（スタンドパンチ連打）       | DEEP 31 IMPACT                                                        | 2007年8月5日   |
| ○    | フジヤマ                 | 5分2R終了 判定2-0                       | DEEP 29 IMPACT                                                        | 2007年4月13日  |

### キックボクシング
| 勝敗 | 対戦相手                 | 試合結果       | 大会名                                         | 開催年月日    |
| ×    | オスダミロフ・ティムール | 3R終了 判定0-3 | 新日本キックボクシング協会「TITANS NEOS VIII」 | 2010年9月11日 |
| ○    | 竹村光一                 | 1R 1:05 TKO    | Club DEEP 八王子 II                            | 2010年8月1日  |

## 獲得タイトル
- 初代DEEPメガトン級王座（2008年）